# Kleiner Moskauer Eisenbahnring
| Abzweig geradeaus und nach links · Strecke von rechts                                                                                       |            |                                              |                                              |
| Haltepunkt / Haltestelle · Strecke | 53,7       | Lichobory                                    | Lichobory                                    |
| Strecke quer · Kreuzung geradeaus oben · Abzweig quer, nach links und von links                                                             | 53,989 0,0 | Strecke Leningrader Bahnhof–Sankt Petersburg | Strecke Leningrader Bahnhof–Sankt Petersburg |
| Abzweig geradeaus, nach links und ehemals von links · Strecke nach rechts                                                                   |            |                                              |                                              |
| Haltepunkt / Haltestelle | 1,0        | Okruschnaja                                  | (Okruschnaja)                                |
| Strecke quer · Kreuzung geradeaus unten · Abzweig quer und von links                                                                        | 1,2        | Strecke Sawjolowoer Bahnhof–Sawjolowo        | Strecke Sawjolowoer Bahnhof–Sawjolowo        |
| Abzweig geradeaus und von links · Strecke nach rechts                                                                                       |            |                                              |                                              |
| Bahnhof | 2,4        | Wladykino [Wladykino-Moskowskoje]            | (Wladykino)                                  |
| Brücke über Wasserlauf | 3,8        | Lichoborka                                   | Lichoborka                                   |
| Brücke über Wasserlauf | 4,9        | Jausa                                        | Jausa                                        |
| Haltepunkt / Haltestelle | 5,3        | Botanitscheski Sad                           | (Botanitscheski Sad)                         |
| Dienststation / Betriebs- oder Güterbahnhof                                                                                                 | 6,5        | Rostokino                                    | Rostokino                                    |
| Haltepunkt / Haltestelle | 7,1        | Rostokino                                    | Rostokino                                    |
| Strecke quer · Kreuzung geradeaus oben · Abzweig quer und von links                                                                         | 7,4        | Strecke Jaroslawler Bahnhof–Jaroslawl        | Strecke Jaroslawler Bahnhof–Jaroslawl        |
| Abzweig geradeaus, nach links und von links · Strecke nach rechts                                                                           |            |                                              |                                              |
| Bahnhof | 9,7        | Belokamennaja                                | Belokamennaja                                |
| Haltepunkt / Haltestelle | 12,3       | Bulwar Rokossowskowo                         | (Bulwar Rokossowskowo)                       |
| Bahnhof | 13,9       | Lokomotiv [Tscherkisowo]                     | (Tscherkisowskaja)                           |
| Haltepunkt / Haltestelle | 15,5       | Ismailowo                                    | (Partisanskaja)                              |
| Haltepunkt / Haltestelle | 17,6       | Sokolinaja Gora                              | Sokolinaja Gora                              |
| Dienststation / Betriebs- oder Güterbahnhof                                                                                                 | 18,6       | Lefortowo                                    | Lefortowo                                    |
| Haltepunkt / Haltestelle | 19,0       | Schosse Entusiastow                          | (Schosse Entusiastow)                        |
| Abzweig geradeaus, nach links und von links · Strecke von rechts                                                                            |            |                                              |                                              |
| Abzweig quer und von rechts · Kreuzung geradeaus unten · Abzweig quer, nach links und von links · Abzweig quer und von rechts               | 20,3       | Strecke Kasaner Bahnhof–Kasan                | Strecke Kasaner Bahnhof–Kasan                |
| Strecke · Haltepunkt / Haltestelle · Strecke · Strecke                                                                                      | 20,5       | Andronowka                                   | Andronowka                                   |
| Strecke nach links · Abzweig geradeaus, von links und von rechts · Strecke nach rechts · Strecke                                            |            |                                              |                                              |
| Betriebs-/Güterbahnhof Streckenanfang · Strecke · Strecke                                                                                   |            | Sewerny Post                                 | Sewerny Post                                 |
| Strecke · Dienststation / Betriebs- oder Güterbahnhof · Strecke von links · Strecke nach rechts                                             | 21,2       | Andronowka (Park A und B)                    | Andronowka (Park A und B)                    |
| Abzweig ehemals quer und nach links · Abzweig quer und ehemals von rechts · Abzweig geradeaus und nach rechts · Strecke                     |            |                                              |                                              |
| Abzweig quer und ehemals von rechts · Abzweig quer und ehemals nach links · Kreuzung geradeaus oben · Kreuzung geradeaus oben               | 22,1       | Strecke Kursker Bahnhof–Nischni Nowgorod     | Strecke Kursker Bahnhof–Nischni Nowgorod     |
| Strecke nach links (außer Betrieb) · Strecke quer (außer Betrieb) · Abzweig geradeaus und ehemals von rechts · Strecke                      |            |                                              |                                              |
| Haltepunkt / Haltestelle · Strecke | 22,3       | Nischegorodskaja                             | Nischegorodskaja                             |
| Strecke · Dienststation / Betriebs- oder Güterbahnhof                                                                                       |            | Nowoproletarskaja                            | Nowoproletarskaja                            |
| Haltepunkt / Haltestelle · Strecke | 23,4       | Nowochochlowskaja                            | Nowochochlowskaja                            |
| Strecke quer · Kreuzung geradeaus oben · Kreuzung geradeaus oben · Abzweig quer und von links                                               | 23,6       | Strecke Kursker Bahnhof–Kursk                | Strecke Kursker Bahnhof–Kursk                |
| Strecke von links · Kreuzung geradeaus unten · Strecke nach rechts · Strecke                                                                |            |                                              |                                              |
| Abzweig geradeaus und von links · Abzweig geradeaus und von rechts · Dienststation / Betriebs- oder Güterbahnhof                            |            | Juschny Port                                 | Juschny Port                                 |
| Betriebs-/Güterbahnhof Strecke ab hier außer Betrieb · Abzweig geradeaus und von links · Strecke quer · Strecke nach rechts                 |            | Boinja                                       | Boinja                                       |
| Strecke (außer Betrieb) · Haltepunkt / Haltestelle                                                                                          | 24,8       | Ugreschskaja                                 | Ugreschskaja                                 |
| Strecke von links (außer Betrieb) · Abzweig geradeaus und nach rechts (Strecke außer Betrieb) · Dienststation / Betriebs- oder Güterbahnhof | 25,5       | Ugreschskaja                                 | Ugreschskaja                                 |
| Strecke (außer Betrieb) · Strecke (außer Betrieb) · Haltepunkt / Haltestelle                                                                | 26,2       | Dubrowka                                     | (Dubrowka)                                   |
| Betriebs-/Güterbahnhof Streckenende (Strecke außer Betrieb) · Betriebs-/Güterbahnhof Streckenende (Strecke außer Betrieb) · Strecke         |            | Simonowo \| Lisino                           | Simonowo \| Lisino                           |
| Haltepunkt / Haltestelle | 27,4       | Awtosawodskaja                               | (Awtosawodskaja)                             |
| Dienststation / Betriebs- oder Güterbahnhof                                                                                                 | 27,9       | Koschuchowo                                  | Koschuchowo                                  |
| Haltepunkt / Haltestelle | 28,8       | SIL                                          | SIL                                          |
| Brücke über Wasserlauf | 30,2       | Moskwa (Danilow-Brücke)                      | Moskwa (Danilow-Brücke)                      |
| Haltepunkt / Haltestelle | 30,9       | Werchnije Kotly                              | (Nagatinskaja)                               |
| Abzweig quer und von rechts · Kreuzung geradeaus unten · Abzweig quer und von links                                                         | 31,0       | Strecke Pawelezer Bahnhof–Pawelez            | Strecke Pawelezer Bahnhof–Pawelez            |
| Strecke nach links · Abzweig geradeaus, von links und von rechts · Strecke nach rechts                                                      |            |                                              |                                              |
| Haltepunkt / Haltestelle | 31,7       | Krymskaja                                    | Krymskaja                                    |
| Dienststation / Betriebs- oder Güterbahnhof                                                                                                 | 33,4       | Kanattschikowo                               | Kanattschikowo                               |
| Tunnelanfang | 33,9       |                                              |                                              |
| Haltepunkt / Haltestelle (im Tunnel) | 34,0       | Ploschtschad Gagarina                        | (Leninski Prospekt)                          |
| Tunnelende | 34,8       |                                              |                                              |
| Brücke über Wasserlauf | 35,0       | Moskwa (Andreasbrücke)                       | Moskwa (Andreasbrücke)                       |
| ehemaliger Bahnhof | 36,1       | Worobjowy Gory                               | Worobjowy Gory                               |
| Haltepunkt / Haltestelle | 36,3       | Luschniki                                    | (Sportiwnaja)                                |
| Brücke über Wasserlauf | 37,5       | Moskwa (Luschniki-Brücke)                    | Moskwa (Luschniki-Brücke)                    |
| ehemaliger Haltepunkt / Haltestelle | 37,9       | Potylicha                                    | Potylicha                                    |
| Abzweig geradeaus und nach links · Strecke von rechts                                                                                       |            |                                              |                                              |
| Abzweig quer und von rechts · Kreuzung geradeaus oben · Abzweig quer, nach links und von links                                              | 38,5       | Strecke Kiewer Bahnhof–Kiew                  | Strecke Kiewer Bahnhof–Kiew                  |
| Strecke nach links · Abzweig geradeaus, von links und von rechts · Strecke nach rechts                                                      |            |                                              |                                              |
| Dienststation / Betriebs- oder Güterbahnhof                                                                                                 | 38,6       | Presnja (Park Kutusowo)                      | Presnja (Park Kutusowo)                      |
| Haltepunkt / Haltestelle | 39,0       | Kutusowskaja                                 | (Kutusowskaja)                               |
| U-Bahn-Strecke quer · Kreuzung mit U-Bahn geradeaus oben · U-Bahn-Strecke quer                                                              | 39,3       | Metrolinie 4                                 | Metrolinie 4                                 |
| Brücke über Wasserlauf | 39,5       | Moskwa (Dorogomilowoer Brücke)               | Moskwa (Dorogomilowoer Brücke)               |
| Haltepunkt / Haltestelle | 39,9       | Delowoi Zentr                                | (Meschdunarodnaja)                           |
| Abzweig quer und von rechts · Abzweig quer und von rechts · Kreuzung geradeaus oben · Abzweig quer und von links                            | 40,3       | Strecke Belarussischer Bahnhof–Smolensk      | Strecke Belarussischer Bahnhof–Smolensk      |
| Strecke nach links · Kreuzung geradeaus oben · Abzweig geradeaus und nach rechts · Strecke                                                  |            |                                              |                                              |
| Strecke · Haltepunkt / Haltestelle · Strecke                                                                                                | 41,0       | Schelepicha                                  | (Schelepicha)                                |
| Strecke nach links · Abzweig geradeaus, von links und von rechts · Strecke nach rechts                                                      |            |                                              |                                              |
| Dienststation / Betriebs- oder Güterbahnhof                                                                                                 | 42,2       | Presnja                                      | Presnja                                      |
| Strecke von links (außer Betrieb) · Abzweig geradeaus und ehemals nach rechts                                                               |            |                                              |                                              |
| Betriebs-/Güterbahnhof Streckenende (Strecke außer Betrieb) · Strecke                                                                       |            | Oktjabrskije Kasarmy                         | Oktjabrskije Kasarmy                         |
| |            |                                              |                                              |
| Haltepunkt / Haltestelle | 43,6       | Choroschowo                                  | (Poleschajewskaja) (Choroschowskaja)         |
| |            |                                              |                                              |
| Haltepunkt / Haltestelle | 44,8       | Sorge                                        | Sorge                                        |
| Haltepunkt / Haltestelle | 46,1       | Panfilowskaja                                | (Oktjabrskoje Pole)                          |
| Dienststation / Betriebs- oder Güterbahnhof                                                                                                 | 46,5       | Serebrjany Bor                               | Serebrjany Bor                               |
| Strecke von links · Abzweig geradeaus und nach rechts                                                                                       |            |                                              |                                              |
| Strecke · Haltepunkt / Haltestelle | 47,9       | Streschnewo                                  | Streschnewo                                  |
| Strecke · Abzweig geradeaus und ehemals nach links · Strecke von rechts (außer Betrieb)                                                     |            |                                              |                                              |
| Abzweig quer und nach rechts · Kreuzung geradeaus oben · Abzweig quer, ehemals nach links und ehemals von links                             | 48,0       | Strecke Rigaer Bahnhof–Riga                  | Strecke Rigaer Bahnhof–Riga                  |
| Abzweig geradeaus und ehemals von links · Strecke nach rechts (außer Betrieb)                                                               |            |                                              |                                              |
| Bahnhof | 49,5       | Baltijskaja [Lichobory (Park Bratzewo)]      | (Woikowskaja)                                |
| Haltepunkt / Haltestelle | 51,6       | Koptewo                                      | Koptewo                                      |
| Dienststation / Betriebs- oder Güterbahnhof                                                                                                 | 52,4       | Lichobory                                    | Lichobory                                    |

| Anmerkungen: - von den Namen der Zentralring-Haltepunkte abweichende Bezeichnungen der dort befindlichen Stationen (Güterverkehrs-Betriebstellen) in [eckigen Klammern] - farbige Ziffernsymbole in der rechten Spalte kennzeichnen Übergangsmöglichkeiten zu den entsprechenden Linien der Metro Moskau (gemäß offiziellem Metroplan; teils betragen die Übergangsstrecken bis zu mehrere Hundert Meter) |

Der Kleine Moskauer Eisenbahnring (russisch Малое кольцо Московской железной дороги, Maloje kolzo Moskowskoi schelesnoi dorogi, wörtlich „Kleiner Ring der Moskauer Eisenbahn“) ist eine 54 Kilometer lange Ringbahnstrecke in Moskau, der Hauptstadt von Russland. Sie gehört der Moskauer Regionaldirektion der Russischen Staatsbahnen und wurde viele Jahre nur für den Güterverkehr genutzt. Von 2012 bis 2016 wurde die Strecke vollständig elektrifiziert und ausgebaut. Am 10. September 2016 wurde unter der Bezeichnung Moskauer Zentralring (russisch Московское центральное кольцо, Moskowskoje zentralnoje kolzo) ein S-Bahn-ähnlicher Personenverkehr aufgenommen.
Von 1917 bis 1960 bildete der Ring grob die administrative Grenze der Stadt Moskau, bis diese bis zur Ringautobahn (MKAD) ausgedehnt wurde.

## Beschreibung

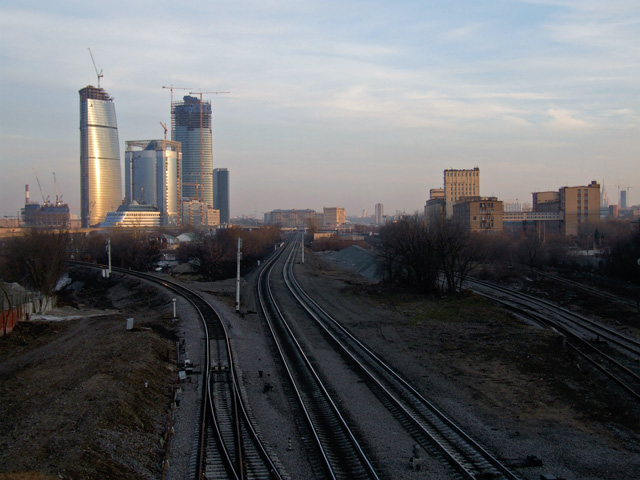
Westliches Teilstück des Rings; hinten links sind die im Bau befindlichen Bürotürme der Moskau City zu sehen

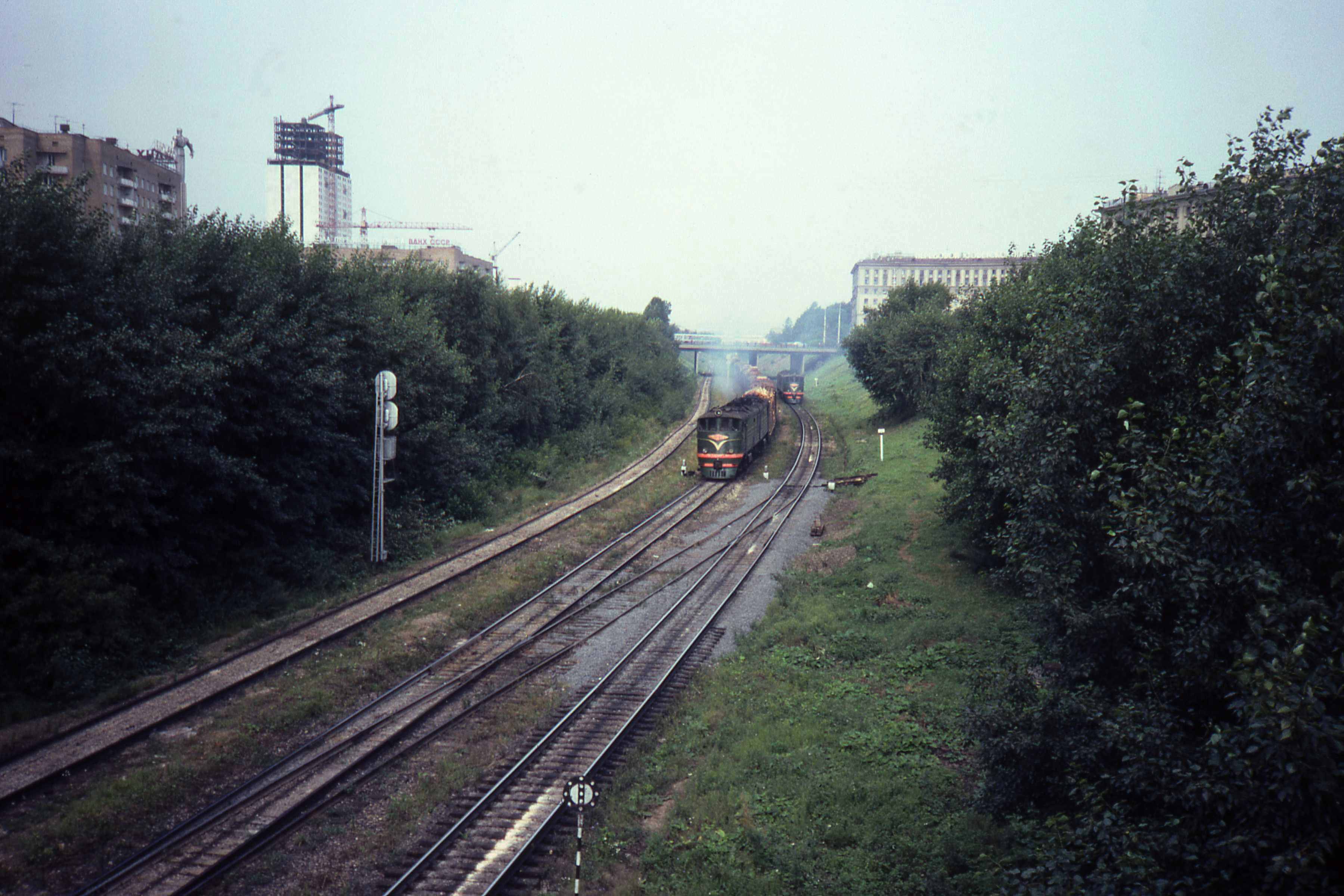
Güterzug mit ТЭ3-Lok auf dem Ring (1982)

Bei der Strecke handelt es sich um einen vollständig geschlossenen Eisenbahnring, der ausschließlich auf dem Stadtgebiet Moskaus, mit Ausnahme des westlichen Abschnitts allerdings weit außerhalb des Stadtzentrums, verläuft. Die Bezeichnung „Kleiner Eisenbahnring“ soll die Strecke von einer anderen Ringstrecke im Großraum Moskau abgrenzen, nämlich dem sogenannten Großen Moskauer Eisenbahnring, der die Stadt weit außerhalb dieser auf dem Gebiet der Oblast Moskau umgeht. Von Anfang an wurde der Ring als Ergänzung bzw. Entlastung für die in Moskau beginnenden überregionalen Eisenbahnlinien konzipiert, so dass das Eisenbahnnetz innerhalb Moskaus zusammen mit dem Kleinen Ring eine kombinierte radial-ringförmige Struktur aufweist, was für die Moskauer Stadtplanung seit jeher eine traditionelle Verknüpfung ist (vgl. Boulevardring, Gartenring, Dritter bzw. Vierter Verkehrsring sowie MKAD).
Erste Planungen zur Errichtung des Moskauer Eisenbahnringes gab es bereits in den 1870er-Jahren, jedoch kam es erst einige Jahrzehnte später zur Realisierung des Projekts nach einem Entwurf des Ingenieurs P.I.Raschewski. Nachdem dieser 1897 eine Baugenehmigung erhielt, vollzog sich die Verlegung der Strecke samt Errichtung der zugehörigen Infrastruktur im Zeitraum vom Frühjahr 1902 bis Juli 1907. Unter anderem wurden dabei vier Eisenbahnbrücken über die Moskwa sowie insgesamt 15 Bahnhöfe errichtet. Die heute zum größten Teil noch erhaltenen (und denkmalgeschützten) Empfangsbauten der Bahnhöfe wurden in einem einheitlichen Stil unter Beteiligung des bekannten Architekten Alexander Pomeranzew erbaut.
Von der am 20. Juli 1908 erfolgten regulären Inbetriebnahme des Rings bis 1930 wurden auf der Strecke sowohl Güter als auch Personen befördert. Es verkehrten in regelmäßigen Zeitabständen dampflokbetriebene Züge, die vor allem von Arbeitern genutzt wurden, da die Ringstrecke zu einem beträchtlichen Teil durch industriell geprägte Stadtrandsiedlungen verlief. Fahrgästen standen dabei Wartesäle und Fahrkartenschalter in den Empfangsgebäuden der Bahnhöfe zur Verfügung. Anfang des 20. Jahrhunderts stellten die Personenzüge des Kleinen Rings in Moskau ein wichtiges innerstädtisches Verkehrsmittel dar, da die Außenbezirke zur damaligen Zeit nur unzureichend vom Straßenbahnnetz erschlossen waren. Bis Anfang der 1930er-Jahre änderte sich dies jedoch allmählich: Das Straßenbahnnetz war erheblich gewachsen, es gab konkrete Pläne für den Bau der Metro, und auch der Güterverkehr benötigte im Zuge der Industrialisierung der Sowjetunion weitere Kapazitäten. Dies führte zur Einstellung des Personenverkehrs auf dem Kleinen Moskauer Eisenbahnring im Jahre 1930.

## Wiederaufnahme des Personenverkehrs
Bereits in den 1960er-Jahren gab es Erwägungen, den Kleinen Eisenbahnring wieder für den Personenverkehr zu nutzen. So wurde zu jener Zeit beim Bau des südlichen Astes der Kaluschsko-Rischskaja-Linie der Moskauer Metro der U-Bahnhof Leninski Prospekt in Betrieb genommen, bei dem ein zusätzlicher Ausgang als künftige direkte Umsteigemöglichkeit zur Ringbahn vorgesehen wurde. Seit den 1990er-Jahren wurde ein Ausbau für den Personenverkehr erneut diskutiert, was sowohl auf den zurückgegangenen Güterverkehr auf dem Ring als auch auf den ungenügenden und in dieser Dekade stockenden Ausbau des Metronetzes zurückzuführen war. Insbesondere fehlte in der Moskauer Metro eine größere Ringverbindung, die die radialen Linien unter Umgehung des Stadtzentrums verbinden würde. Zu einem Ausbau des Rings für einen S-Bahn-ähnlichen Taktverkehr, der die U-Bahn ergänzt, kam es schließlich ab 2012. Hierfür wurde der Kleine Eisenbahnring elektrifiziert. Es wurden rund 30 Personenbahnhöfe und Haltepunkte erbaut und an allen passenden Stellen Verknüpfungspunkte mit der Metro eingerichtet. Die Ringbahn wurde im September 2016 eröffnet und als Linie 14 in das Streckennetz der Metro integriert. Es fahren Züge der RŽD-Baureihe ЭС2Г.